# 崁仔腳製糖所
崁仔腳製糖所是一所位曾經存在於今桃園市中壢區內壢的製糖工廠，原址現為遠東紡織廠區。

## 沿革
1936年，帝國製糖設計建造崁子腳製糖所於新竹州中壢郡中壢街。
1939年，正式開工，其每日壓榨甘蔗量為750公噸（另有一說為1,200公噸）；其著名特徵是其「高度電氣化」工廠，即工廠內部多是利用電力運轉，且管線亦地下化，使廠房空間得以充分使用。帝國製糖因崁仔腳製糖工場的加入大量增產，並留下最高產出記錄共198萬3千餘擔。
1940年11月，隨帝國製糖併入大日本製糖。
因戰爭爆發，配合當局食糧政策，大日本製糖宣布「北部糖業合理化」方針，決定於1943年將崁子腳製糖所關閉，並將部分設備移轉至月眉製糖所。
1943年，作業停止，原料區之甘蔗送至新竹製糖所壓榨。
戰後，原址轉作中壢冰糖廠，隸屬於臺灣糖業公司第一分公司，由新竹糖廠管轄。
1948年，因冰糖銷售不佳，決定停工。
1949年，國營企業雍興實業公司承租原崁子腳製糖所之土地，包括廠房、倉庫、辦公室等及鐵道，成為當時臺灣最大的紡織工廠。
1972年，雍興實業轉民營併入遠東紡織，原製糖工廠設施皆被拆除。
原址現為遠東新世紀及元智大學正門口一帶。

## 鐵道
五分車鐵路從崁仔腳製糖所開始，並在今日興仁路二段211巷內分歧成兩條往龍潭及員樹林的路線，前者穿越陸軍專科學校，經龍岡、東社、黃泥塘到達今日龍潭台3線中興路513巷口對面的位置；後者往東跨茄苳溪再往南經八德市區至大溪交流道旁的一口埤塘結束。沿線鐵路於臺灣光復後陸續拆除，至1951年時從今日中山東路與龍東路路口到龍潭的路線已於地圖上消失。今日鐵道殘跡已所剩無幾，大部分路基都已難以辨識，目前僅發現往龍潭之路線跨新街溪的一座橋台仍有保存。

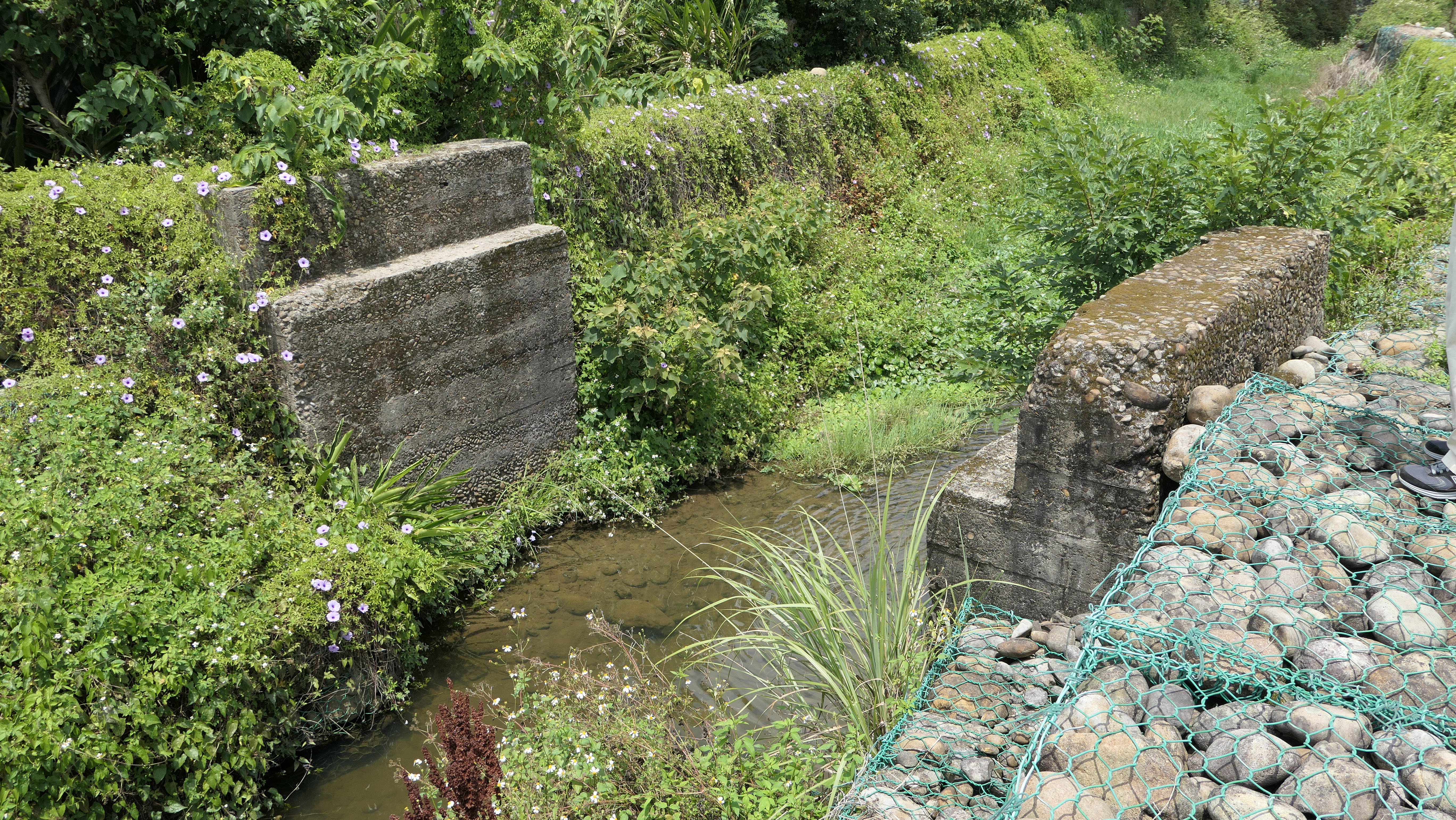
新街溪橋台遺址

## 外部連結
- 臺糖全球中文入口網 （页面存档备份，存于）
- 被遺忘的糖業文化系列之一 中壢崁子腳工場，張健豐，臺糖通訊2013期 （页面存档备份，存于）
- 中壢冰糖廠鐵道分布圖 - Google Maps （页面存档备份，存于）
- 台湾 臺糖鐵道 廃線跡 配線図式路線図 - Google Maps
- 105/04/30中壢糖廠(崁子腳製糖所)五分車路線考察 - Facebook